# Le Flamenc

Wappen von Raoul V. Le Flamenc

Le Flamenc (auch Fiammengo oder Flamengo geschrieben) war eine Familie des picardischen Adels.

## Geschichte
Es trat erstmals zu Beginn des 12. Jahrhunderts in Erscheinung. Die bekanntesten Angehörigen sind Raoul V. Le Flamenc, der 1285 Marschall von Frankreich wurde, und Aubert Le Flamenc, der Ehemann von Yolande d’Enghien, der Mätresse von Louis de Valois, duc d’Orléans und Mutter von Jean de Dunois, des „Bastards von Orléans“. Die Familie starb mit Auberts Tochter Jeanne 1470 aus.
Offenbar eine Nebenlinie, deren Verwandtschaft sich allerdings nicht näher beschreiben lässt, ist die der Flamenc aus den Kreuzfahrerstaaten. Hier ist Antoine le Flamenc zu nennen, der zu Beginn des 14. Jahrhunderts hohe Funktionen in Griechenland innehatte. Der venezianische Stamm der le Flamenc, später Fiammengo, lässt sich auch auf diese Linie zurückführen.

## Stammliste
1. Raoul le Flamenc, 1128 Seigneur de Cany, de Varesnes, de Carempuy (Carrépuis), de Champien et de Beauvoir
  1. Raoul le Flamenc (II), Seigneur de Cany etc. 
    1. Raoul le Flamenc (III), 1199 bezeugt, Seigneur de Cany; ⚭ Hodierne
      1. Regnaud le Flamenc, Seigneur de Magny et de Varesnes
      2. Adam le Flamenc, 1226 bezeugt, Seigneur de Cany
        1. Raoul le Flamenc (IV), 1248 bezeugt, Seigneur de Cany, de Varesnes, de Baulincourt etc.; ⚭ I Marie ; ⚭ II NN
          1. Raoul le Flamenc (V), Seigneur de Cany, de Varesnes, de Barbeuse et de Melaincourt, Marschall von Frankreich; ⚭ I Helvide de Conflans, Tochter von Eustache, Seigneur de Conflans, Maréchal de Champagne, und Helvide de Thorotte; ⚭ II Jeanne de Chaumont, 1249 in Morfontaine bestattet
            1. Raoul le Flamenc (VI), X 1302 in der Sporenschlacht, Seigneur de Cany et de Verpillières; ⚭ Eleonore de Hangest, 1311/13 bezeugt, Tochter von Aubert, Seigneur de Genlis, und Agnès de Bruyères
              1. Raoul le Flamenc (VII), 1328/58 bezeugt, Sire de Cany, bestattet in der Kapelle des Klosters Ourscamp; ⚭ I Jeanne de Chartres, † vor 1325; ⚭ II Yolande d’Enghien, bestattet in der Kapelle des Klosters Ourscamp (Haus Enghien), 
                1. Raoul le Flamenc (VIII), 1357 bezeugt, Seigneur de Cany et de Varesnes; ⚭ Marie de Clermont-Nesle, Tochter von Guy de Nesle, Seigneur de Mello, Marschall von Frankreich, (Haus Clermont), und Jeanne
                  1. Aubert le Flamenc, Seigneur de Cany et de Varesnes, Conseiller et Chambellan du Roy; ⚭ 1389 Marie d’Enghien, Tochter von Jacques d’Enghien (Haus Enghien), 1406 Mätresse von Louis de Valois, duc d’Orléans, Mutter von Jean de Dunois
                    1. Jeanne le Flamenc, Dame de Cany et de Varesnes; ⚭ Jean de Barbançon, Erbseneschall von Hennegau, Comte de Jumont, Seigneur de Werchin, de Cysoing et de Walincourt, Conseiller et Chambellan du Duc de Bourgogne

                  2. Jean le Flamenc, X 1396 in der Schlacht von Nikopolis
                  3. Jean le Flamenc, genannt "Baudran", X 1396 in der Schlacht von Nikopolis

                2. Jean le Flamenc, Seigneur de Varesnes; ⚭ Isabelle de Wallincourt
                3. Aubert le Flamenc, Kanoniker in Reims, Arras, Soissons, Cambrai und Coustre de Saint-Quentin, bestattet in Cambrai
                4. Vautier le Flamenc, Seigneur de Mondescourt et de Brancourt; ⚭ Jeanne de Bantelu, Tochter von Jean de Bantelu und Caterine de la Grange
                5. Jeanne; ⚭ I 1340 Dreux de Roye, Seigneur de Germigny; ⚭ II Philippe de Coucy, Vicomte de Meaux, (Haus Boves); ⚭ III Jean de La Rivière, Seigneur de Préaux
                6. Eleonore le Flamenc, Nonne in Flines

            2. Isabelle le Flamenc; ⚭ Jean de Guny, Seigneur d’Esmevilly
            3. Florence le Flamenc; ⚭ Gilles, Seigneur de Wasquehal, Burggraf von Douai
            4. Marguerite le Flamenc; ⚭ Pierre de Moy, Seigneur d’Aussonvilliers en Beauvaisis
            5. Jeanne le Flamenc; ⚭ Thomas, 1280 Seigneur de Cantin, de Marcoing et de Mavières

          2. Jean le Flamenc († 1297), Seigneur de Carempuy et de Chemericon, bestattet im Kloster Ourscamp
          3. Renaud le Flamenc, 1274 Seigneur de Champien
          4. Marie le Flamenc de Cany, Äbtissin von Genlis

    2. Henri le Flamenc, Seigneur de Beauvoir

Ohne Anschluss :
1. Antoine le Flamenc (Antonio Fiammengo, Antonius Flamengo), Baron von Karditsa 1303–1313, Bailli von Thessalien; ⚭ I Isabella Pallavicini († 1286), Herrin der Markgrafschaft Boudonitza 1278–1286, Tochter von Guido Pallavicini, Markgraf von Boudonitza; ⚭ II NN
  1. (II) Jean le Flamenc, Bailli von Thessalien